# عبد الله علي النسي
عبد الله علي النسي (و. 1944 – أكتوبر 2016 م) هو سياسي، وعسكري يمني، ولد في مديرية الصعيد، ويحمل رتبة عسكرية لواء.

## مناصب
- محافظ محافظة شبوة (26 مايو 2015–18 سبتمبر 2016)[2]
- محافظ محافظة مأرب (2002-2006).

## جوائز
حصل على جوائز منها:
وسام الوحدة اليمنية.
| المناصب السياسية    | المناصب السياسية                                | المناصب السياسية    |
| ------------------- | ----------------------------------------------- | ------------------- |
| سبقه أحمد علي باحاج | محافظ محافظة شبوة 26 مايو 2015 - 18 سبتمبر 2016 | تبعه أحمد حامد لملس |
| سبقه                | محافظ محافظة مأرب 2002 -                        | تبعه                |